# Mark Lawrenson
Mark Lawrenson (Preston, 2 giugno 1957) è un ex calciatore e allenatore di calcio irlandese, di ruolo difensore.

## Carriera
Con il Liverpool vinse cinque campionati inglesi (1982, 1983, 1984, 1986, 1988), una Coppa dei Campioni (1984), una FA Cup (1986) e tre Coppe di Lega (1982, 1983, 1984)

## Palmarès

### Giocatore

#### Competizioni nazionali
- Campionato inglese: 5

Liverpool: 1981-1982, 1982-1983, 1983-1984, 1985-1986, 1987-1988
- Coppa d'Inghilterra: 1

Liverpool: 1985-1986
- Coppa di Lega inglese: 3

Liverpool: 1981-1982, 1982-1983, 1983-1984
- Community Shield: 2

Liverpool: 1982, 1986

#### Competizioni internazionali
- Coppa dei Campioni: 1

Liverpool: 1983-1984